# IC 1949
IC 1949 ist eine Balken-Spiralgalaxie mit ausgedehnten Sternentstehungsgebieten vom Hubble-Typ Sbc im Sternbild Pendeluhr am Südsternhimmel. Sie ist schätzungsweise 294 Millionen Lichtjahre von der Milchstraße entfernt und hat einen Durchmesser von etwa 95.000 Lj.

Im selben Himmelsareal befinden sich u. a. die Galaxien IC 1944 und IC 1948.
Die Typ-IIP-Supernova SN 2014dc wurde hier beobachtet.
Entdeckt wurde das Objekt am 6. Dezember 1899 von DeLisle Stewart.